# Urso dançarino

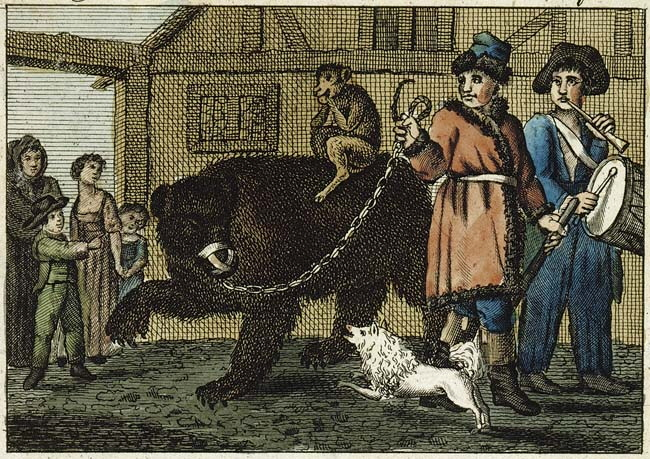

Os ursos dançarinos são ursos treinados para dançar, servindo como espetáculo em circos e casas de espetáculo em geral. A tradição dos ursos dançantes possui séculos e tem origem nos ciganos em países como Bulgária e Sérvia, mas foi proibida oficialmente na União Europeia em 2006 por ser cruel e prejudicial aos animais. Os animais são mantidos sob controle com o auxílio de uma focinheira e muitas vezes aprendem a "dançar" e pular de um pé para outro em cima de uma placa quente de metal.